# Campeonato Argentino de Futebol de 1964
O Campeonato Argentino de Futebol de 1964 foi a trigésima quarta temporada da era profissional da Primeira Divisão do futebol argentino. O certame foi disputado em dois turnos de todos contra todos, entre 26 de abril e 6 de dezembro de 1964. O Boca Juniors sagrou-se campeão argentino, pela décima quinta vez.

## Participantes
| Equipe             | Cidade       |
| ------------------ | ------------ |
| Argentinos Juniors | Buenos Aires |
| Atlanta            | Buenos Aires |
| Banfield           | Banfield     |
| Boca Juniors       | Buenos Aires |
| Chacarita Juniors  | Villa Maipú  |
| Estudiantes        | La Plata     |
| Ferro Carril Oeste | Buenos Aires |
| Gimnasia y Esgrima | La Plata     |
| Huracán            | Buenos Aires |
| Independiente      | Avellaneda   |
| Newell's Old Boys  | Rosário      |
| Racing Club        | Avellaneda   |
| River Plate        | Buenos Aires |
| Rosario Central    | Rosário      |
| San Lorenzo        | Buenos Aires |
| Vélez Sarsfield    | Buenos Aires |

## Classificação final
| Pos | Equipes               | J  | V  | E  | D  | GM | GS | Pts |
| --- | --------------------- | -- | -- | -- | -- | -- | -- | --- |
| 1   | Boca Juniors          | 30 | 17 | 10 | 3  | 35 | 15 | 44  |
| 2   | Independiente         | 30 | 15 | 8  | 7  | 44 | 26 | 38  |
| 3   | River Plate           | 30 | 13 | 11 | 6  | 42 | 30 | 37  |
| 4   | San Lorenzo           | 30 | 12 | 12 | 6  | 46 | 31 | 36  |
| 5   | Atlanta               | 30 | 12 | 11 | 7  | 46 | 42 | 35  |
| 6   | Racing Club           | 30 | 12 | 8  | 10 | 45 | 37 | 32  |
| 6   | Banfield              | 30 | 11 | 10 | 9  | 34 | 32 | 32  |
| 8   | Vélez Sarsfield       | 30 | 12 | 7  | 11 | 43 | 36 | 31  |
| 9   | Huracán               | 30 | 10 | 9  | 11 | 38 | 36 | 29  |
| 9   | Ferro Carril Oeste    | 30 | 9  | 11 | 10 | 33 | 33 | 29  |
| 11  | Rosario Central       | 30 | 7  | 14 | 9  | 37 | 38 | 28  |
| 12  | Chacarita Juniors     | 30 | 9  | 9  | 12 | 32 | 48 | 27  |
| 13  | Gimnasia y Esgrima LP | 30 | 6  | 13 | 11 | 27 | 36 | 25  |
| 14  | Estudiantes LP        | 30 | 6  | 12 | 12 | 36 | 47 | 24  |
| 15  | Argentinos Juniors    | 30 | 4  | 9  | 17 | 26 | 45 | 17  |
| 16  | Newell's Old Boys     | 30 | 1  | 14 | 15 | 19 | 51 | 16  |

|  |          |
|  | Campeão. |

## Premiação
| Campeonato Argentino de Futebol de 1964 |
| --------------------------------------- |
| Boca Juniors Campeão (15° título)       |

## Goleadores
| Jogador | Jogador              | Gols | Equipe          |
| ------- | -------------------- | ---- | --------------- |
|         | Héctor Veira         | 17   | San Lorenzo     |
|         | Luis Artime          | 15   | River Plate     |
|         | Juan Carlos Cárdenas | 15   | Racing Club     |
|         | Juan Carlos Carone   | 15   | Vélez Sarsfield |
|         | Ermindo Onega        | 15   | River Plate     |